# Droga międzynarodowa T83
Droga międzynarodowa T83 – dawne oznaczenie drogi, prowadzącej z Wałcza przez Jastrowie, Człuchów, Chojnice, Starogard Gdański i Malbork do Elbląga.  
Droga T83 stanowiła bezpośrednie połączenie drogi międzynarodowej T81 oraz państwowej nr 285 z drogą międzynarodową E81. Istniała w latach 70. i 80. XX wieku, wcześniej będąc drogą państwową nr 51. Obecnie z dawną trasą pokrywa się droga krajowa nr 22.
Oznaczenie T81 zlikwidowano w lutym 1986 roku, w wyniku reformy sieci drogowej.

## Historyczny przebieg T83
- województwo pilskie
  - Wałcz  T81   285 
  - Byszki  155 
  - Jastrowie
  - Podgaje  31
- województwo słupskie
  - Człuchów  50   160
- województwo bydgoskie
  - Chojnice  49 
  - Czersk
- województwo gdańskie
  - Zblewo  294 
  - Starogard Gdański
  - Czarlin  36  E16
- województwo elbląskie
  - Malbork  173 
  - Elbląg  10  E81